# Marušići (żupania istryjska)
Marušići (wł. Marussici) – wieś w Chorwacji, w żupanii istryjskiej, w mieście Buje. W 2011 roku liczyła 167 mieszkańców.